# オグリローマン
オグリローマン（欧字名:Oguri Roman、1991年5月20日 - 2015年3月3日）は、日本の競走馬、繁殖牝馬。
史上初となる地方競馬出身の桜花賞（GI）優勝馬、史上6頭目となる地方競馬出身のクラシック優勝馬である。1993年に、地方競馬の笠松競馬からデビューして公営重賞を4勝。翌1994年に中央競馬に移籍し桜花賞を戴冠した。
同じように笠松でデビューし、地方競馬で10勝した後、中央競馬で12勝、GI競走4勝。望外の成り上がりでクラシック出走に必要な登録がなされておらず、4歳は裏街道を進んだ後、競馬ブームを牽引する存在に成り上がったオグリキャップ（父:ダンシングキャップ）の半妹である。兄の果たせなかったクラシック出走と戴冠を果たした。
また、中央競馬での躍進を前にオグリキャップを手放してから、中央競馬の馬主資格を取得し、オグリキャップにできなかったクラシック出走に必要な登録を用意した小栗孝一にも、クラシック出走と戴冠で応えた。

## 生涯

### デビューまで

#### 誕生までの経緯
ホワイトナルビーは、父シルバーシャークの牝馬である。生産した牧場は、笠松競馬場で厩舎を営む鷲見昌勇の仲介で、馬主である小栗孝一に売却していた。価格は600万円、将来的に繁殖牝馬となった際に、200万円で買い戻す約束をしており、実質400万円での売却だった。鷲見の管理、小栗の所有のもと、笠松で走ったホワイトナルビーは8戦4勝。4歳でヒザ割れをきたして早々と競走馬を引退していた。引退後は、約束通り、生まれ故郷で繁殖牝馬となるはずだったが、牧場が買い上げを拒否する。結局、小栗の所有のまま北海道三石町の稲葉牧場で繁殖牝馬となっていた。

オグリキャップ

1979年から初仔を産み、1985年には6番仔である父ダンシングキャップの牡馬を産んでいた。その6番仔は「オグリキャップ」と命名されて、笠松競馬、鷲見厩舎からデビューする。3歳5月にデビューし4歳1月まで、ジュニアクラウンやジュニアグランプリなど笠松の重賞をはじめ、東海地区の重賞を勝ち続けて12戦10勝という成績を残した。
4歳春を前に、オグリキャップは、地方競馬を飛び出し、中央競馬に移籍する。中央競馬の馬主登録がなかった小栗は、所有権を佐橋五十雄に売却。また鷲見の手から離れ、栗東トレーニングセンターの瀬戸口勉厩舎に転厩した。移籍初戦、3月のペガサスステークスを優勝し、中央競馬重賞初勝利。芝の重賞勝利でクラシック戦線に加わる資格を得ていた。しかし小栗は、クラシックはおろか、中央競馬に参戦することなど考えておらず、3歳時に必要なクラシック登録をしていなかった。すなわち実力、実績十分にもかかわらず、クラシック参戦は叶わなかった。
クラシックではない「裏街道」を進むことになったオグリキャップは、そこから連戦連勝する。秋の毎日王冠では、年上の東京優駿優勝馬シリウスシンボリを下し、笠松時代と併せて14連勝、中央重賞6連勝を果たしていた。4歳ながら臨んだ天皇賞（秋）では、タマモクロスに後れを取ったが、暮れの有馬記念で下して優勝を果たした。古馬となっても中央で走り、1990年暮れに引退するまでGIを4勝。人気も上昇し、アイドルホースとして競馬ブームを牽引する存在まで成り上がっていた。
オグリキャップを産んだ後のホワイトナルビーは、1990年までに11番仔までを儲ける。そして1990年の交配相手は、これまでマックスビューティ、トウカイローマンなど重賞優勝産駒を輩出してきた種牡馬ブレイヴェストローマンだった。ブレイヴェストローマンは、稲葉が「どうしても…つけたくて」選んでいたが、種付けシーズン晩期になっても、ブレイヴェストローマンの種付け権利が確保できていなかった。そこで稲葉は、権利を所有し行使していない者を探し、一株600万円のところ850万円の売却話を受け入れて、交配を実現させていた。

#### 幼駒時代
1991年5月20日、稲葉牧場にてホワイトナルビーの12番仔である芦毛の牝馬（後のオグリローマン）が誕生する。オグリキャップの半妹となった。鷲見や瀬戸口が牧場に訪れては、高い評価を与える出来であり、稲葉は「動きはちがってた〔ママ〕。ふだんおとなしいのに、びっくりしたり何かの拍子でビュッと走る、その全身で走るときの一瞬のスピードみたいなのが、他のと違っていた。それが（オグリ）キャップがうちにいたときとすごく似てた」「生まれたときから品はいいし、完璧な馬」と牧場時代を回顧している。オグリキャップの弟妹としては、この12番仔が一番の評価だった。
12番仔の兄姉たちは、いずれも小栗が所有して笠松からデビューし、すべて勝ち上がっていた。オグリキャップに続いたのは、10番仔の牝馬オグリホワイト（父:サンシャインボーイ）だった。オグリホワイトは、ジュニアグランプリ優勝を経て4歳春、兄同様に中央競馬に移籍していた。この際、同じく瀬戸口厩舎に入ったが、小栗は1989年7月に中央競馬の馬主資格を得ており、所有を継続している。地方と中央の馬主となった小栗は、新馬はとりあえず笠松に入れ、能力があれば中央に移籍する方針を取っていた。ただしオグリホワイトは、チューリップ賞、忘れな草賞いずれも7着止まりで、牝馬クラシック参戦の夢破れ、直に笠松に戻っている。
12番仔は「オグリローマン」と命名されて、同じく鷲見厩舎に入厩する。小栗は、オグリキャップについて「（JRAの）馬主登録がなく手放したが、クラシックの登録をしなかったことは、（オグリ）キャップに悪いことをした、と負い目を感じていた」と語っていた。ゆえにオグリキャップの弟妹たちには、クラシック登録を欠かさずするようになり、オグリローマンも例外なく、3歳時にクラシック登録を済ましていた。

### 競走馬時代

#### 地方競馬時代
3歳夏、1993年7月28日の新馬戦（ダート800メートル）でデビューする。オグリキャップなどと同様に安藤勝己が騎乗し、後方に6馬身差をつけ、初出走初優勝を果たした。その後、同条件の2戦目も勝利し、8月25日の秋風ジュニアに臨んだが、3勝馬のマルカショウグンに敗れて2着、初敗北を喫した。それでも9月29日のジュニアクラウンでマルカショウグンと再対決。ふりを受けて後方追走となったが、先行する相手を差し切った。1馬身差をつけて雪辱し3勝目、笠松重賞初勝利を果たした。そして11月4日のサラ・プリンセス特別も制し、重賞連勝とした。連戦連勝で次第に中央競馬移籍が検討されるようになり、ゴールドウィング賞とジュニアグランプリのあとの移籍が予定されるようになった。
続いて12月8日、名古屋競馬場に遠征し、安藤光彰が代打したゴールドウィング賞は、2番手を追走。第3コーナーから先頭に立ち、押し切り優勝を果たした。12月29日、勝己が舞い戻って臨んだジュニアグランプリでは、兄オグリキャップの走破タイムを上回るレースレコードで優勝。重賞4連勝、7戦6勝の身で笠松を巣立ち、中央競馬移籍となる。兄姉同じく瀬戸口厩舎に転厩、もちろん小栗の所有は継続で、兄オグリキャップが叶わなかったクラシック参戦を目指した。

#### 中央競馬時代
移籍初戦は、1994年2月19日のエルフィンステークス（OP）となる。オグリキャップを安田記念、有馬記念で勝利に導いた武豊が騎乗し、1番人気に推されていたが、最下位だった。続いて3月12日、牝馬クラシック一戦目・桜花賞のトライアル競走であるチューリップ賞（GIII）に田原成貴と参戦。後方追走から直線で追い上げ、末脚が利かせてほかを突き放した。しかし大外から追い込んだ河内洋とアグネスパレードには唯一敵わず、半馬身敗退。それでもそのほかには、2馬身半突き放し2着を確保した。桜花賞の優先出走権を獲得、兄オグリキャップ、姉オグリホワイトが果たせなかったクラシック参戦を確定させた。

4月10日、桜花賞（GI）に、武が舞い戻り参戦する。18頭立て、7.3倍の3番人気だった。この世代の阪神3歳牝馬ステークスの優勝馬は、ヒシアマゾンだった。5馬身差で制して筆頭に躍り出ていたヒシアマゾンは、外国産馬であり、クラシックの出走権はなく裏街道を進んでいた。筆頭不在、おまけに京都競馬場のスタンド改築工事により、前哨戦が変則的に行われた影響で、例年の実力把握が参考にならなかった。ゆえに比較が難しく「混戦」とみられていた。オグリローマンを上回る人気となったのは、阪神3歳牝馬ステークスでヒシアマゾンに5馬身千切られた2着、エルフィンステークスを制した3戦2勝2着1回のローブモンタント、そしてフローラステークスを制した3戦2勝2着1回のノーザンプリンセスだった。オグリキャップの妹、オグリローマンのこの3番人気という支持は、日刊スポーツの多田薫によれば「恐らく単勝馬券を買ったほとんどのファンは、金もうけより応援の意味を込めて一票を投じていたはず」だったという。
最内枠1枠1番から好スタートを切り、好位の内側を確保する。スリーコースとメローフルーツがハナを争い、ハイペースが形成される一方で、控えて中団まで位置を下げて追走した。第3コーナーからは、前方に馬が群がっていたため、進路を外に求め始める。直線に向いてから大外を得て、追い上げを開始した。前方では、粘る逃げ馬を外から並びかけたローブモンタントがいたが、末脚で以て差し切りを果たした。ところが最も内側から12番人気、芦毛のツィンクルブライドも同様に差し切り、抜け出していた。したがって内外2頭によるほとんど同時の決勝線通過となる。優劣は、写真判定に持ち込まれたが、武はウイニングランを敢行。観客は「オ・グ・リ、オ・グ・リ…」と「オグリコール」にて応えていた。写真判定の結果、外のオグリローマンがハナ差先着が認められる。
| 地方競馬出身のクラシック戴冠 | 地方競馬出身のクラシック戴冠 | 地方競馬出身のクラシック戴冠 | 地方競馬出身のクラシック戴冠 |
| 年                           | 競走                         | 優勝馬                       | 出身                         |
| ---------------------------- | ---------------------------- | ---------------------------- | ---------------------------- |
| 1951                         | 優駿牝馬                     | キヨフジ                     | 川崎                         |
| 1954                         | 東京優駿                     | ゴールデンウエーブ           | 船橋                         |
| 1958                         | 東京優駿                     | ダイゴホマレ                 | 川崎                         |
| 1973                         | 皐月賞                       | ハイセイコー                 | 大井                         |
| 1989                         | 皐月賞                       | ドクタースパート             | 帯広                         |
| 1994                         | 桜花賞                       | オグリローマン               | 笠松                         |

クラシック、桜花賞戴冠を果たす。史上初めてとなる地方競馬出身馬による桜花賞優勝を果たした。また地方競馬出身としては、1989年皐月賞優勝のドクタースパート以来5年ぶり史上6頭目となるクラシック優勝、1951年優駿牝馬（オークス）優勝のキヨフジ以来43年ぶり史上2頭目となる牝馬クラシック優勝を果たした。さらに兄オグリキャップとともに史上6組目となるJRA-GI兄弟姉妹優勝を成し遂げている。
また武は、1993年ベガに続く連覇で、1989年シャダイカグラと併せて桜花賞3勝目。阪神での「オグリコール」について「格別なもの」だったという。さらに小栗は、オグリキャップの頃に叶わなかった、自身が所有する馬での戴冠を果たしていた。
続く5月22日、牝馬クラシック二戦目の優駿牝馬（オークス）では、1番人気に支持された。後方を追走したが、追い上げることができず、優勝のチョウカイキャロルに2秒以上後れを取る12着敗退だった。夏は、北海道の二風谷軽種馬育成センターで放牧、夏休みとなった。9月1日に帰厩。ローズステークスから牝馬三冠競走最終戦のエリザベス女王杯に参戦するも、いずれも二桁着順。その後、格を落としてポートアイランドステークス（OP）8着、阪神牝馬特別（GII）では最下位に敗れた。5連敗に達し、陣営は引退を決意、1995年1月下旬の京都牝馬特別を引退レースとする予定だった。しかし1月中旬に右脚の飛節を骨折、京都牝馬特別を待たずに競走馬を引退した。

### 繁殖牝馬時代
引退後は、生まれ故郷の稲葉牧場で繁殖牝馬となる。1996年から2010年までに10頭の仔を儲けた。10頭はいずれも競走馬としてデビューし、うち9頭が勝ち上がりを果たしている。特に6番仔のオグリホット（父:タバスコキャット）は、2006年のウイナーカップを優勝、産駒が重賞優勝を果たした。2011年の種付けで不受胎となったのを最後に、繁殖牝馬引退。以後、稲葉牧場で余生を過ごした。2015年3月3日、心不全のために24歳で死亡。2015年のNARグランプリには、特別表彰馬に選出されている。2024年にはオグリロマンスの孫のグラインドアウトが佐賀の花吹雪賞とル・プランタン賞に優勝、ダートグレード競走の関東オークスで3着に入りGRANDAME-JAPAN2024の3歳シーズン優勝を果たすなど現在も地方で牝系子孫の活躍が続いている。

## 競走成績
以下の内容は、netkeiba.comおよびJBISサーチに基づく。
| 競走日     | 競馬場 | 競走名               | 格   | 距離 （馬場） | 頭 数 | 枠 番 | 馬 番 | オッズ （人気） | 着順 | タイム （上り3F） | 着差 | 騎手     | 斤量 [kg] | 1着馬 （2着馬）        | 馬体重 [kg] |
| ---------- | ------ | -------------------- | ---- | ------------- | ----- | ----- | ----- | --------------- | ---- | ----------------- | ---- | -------- | --------- | ---------------------- | ----------- |
| 1993.07.28 | 笠松   | 3歳ホ新馬            |      | ダ800m（良）  | 8     | 6     | 6     | 00.0（1人）     | 01着 | 0:49.5 (00.0)     | -1.2 | 安藤勝己 | 53        | （ジュリアナクイーン） | 456         |
| 0000.08.11 | 笠松   | 3歳イ                |      | ダ800m（不）  | 10    | 2     | 2     | 00.0（1人）     | 01着 | 0:49.2 (00.0)     | -0.2 | 安藤勝己 | 53        | （ナイスハヤブサ）     | 454         |
| 0000.08.25 | 笠松   | 秋風ジュニア         |      | ダ1400m（良） | 10    | 7     | 8     | 00.0（1人）     | 02着 | 1:31.9 (00.0)     | -0.2 | 安藤勝己 | 53        | マルカショウグン       | 454         |
| 0000.09.29 | 笠松   | ジュニアクラウン     |      | ダ1400m（良） | 10    | 7     | 7     | 00.0（1人）     | 01着 | 1:30.4 (00.0)     | -0.2 | 安藤勝己 | 53        | （マルカショウグン）   | 456         |
| 0000.11.04 | 笠松   | サラ・プリンセス特別 |      | ダ1400m（良） | 10    | 2     | 2     | 00.0（1人）     | 01着 | 1:28.9 (00.0)     | -0.6 | 安藤勝己 | 53        | （ツキノマイヒメ）     | 460         |
| 0000.12.08 | 名古屋 | ゴールドウイング賞   |      | ダ1400m（良） | 12    | 6     | 7     | 00.0（1人）     | 01着 | 1:28.9 (00.0)     | -0.8 | 安藤光彰 | 53        | （ファストグリーン）   | 460         |
| 0000.12.29 | 笠松   | ジュニアグランプリ   |      | ダ1600m（重） | 10    | 2     | 2     | 00.0（1人）     | 01着 | 1:41.0 (00.0)     | -0.6 | 安藤勝己 | 53        | （マルカショウグン）   | 460         |
| 1994.02.19 | 阪神   | エルフィンS          | OP   | 芝1600m（良） | 9     | 8     | 8     | 02.5（1人）     | 09着 | 1:40.2 （40.5）   | -2.5 | 武豊     | 54        | ローブモンタント       | 452         |
| 0000.03.12 | 中京   | チューリップ賞       | GIII | 芝1700m（良） | 14    | 3     | 3     | 08.7（2人）     | 02着 | 1:43.9 （35.9）   | -0.1 | 田原成貴 | 54        | アグネスパレード       | 454         |
| 0000.04.10 | 阪神   | 桜花賞               | GI   | 芝1600m（良） | 18    | 1     | 1     | 07.3（3人）     | 01着 | 1:36.4 （36.2）   | -0.0 | 武豊     | 55        | （ツィンクルブライド） | 458         |
| 0000.05.22 | 東京   | 優駿牝馬             | GI   | 芝2400m（良） | 18    | 8     | 16    | 04.2（1人）     | 12着 | 2:29.7 （39.1）   | -2.2 | 武豊     | 55        | チョウカイキャロル     | 462         |
| 0000.10.23 | 阪神   | ローズS              | GII  | 芝2000m（良） | 15    | 4     | 6     | 17.5（3人）     | 11着 | 2:01.8 （36.7）   | -1.8 | 上村洋行 | 55        | ヒシアマゾン           | 468         |
| 0000.11.13 | 京都   | エリザベス女王杯     | GI   | 芝2400m（良） | 18    | 4     | 7     | 16.4（5人）     | 15着 | 2:27.4 （36.1）   | -3.1 | 武豊     | 55        | ヒシアマゾン           | 468         |
| 0000.12.11 | 阪神   | ポートアイランドS    | OP   | 芝1600m（重） | 12    | 3     | 3     | 06.6（4人）     | 08着 | 1:37.7 （37.0）   | -1.7 | 田原成貴 | 56        | フィールドボンバー     | 470         |
| 0000.12.18 | 阪神   | 阪神牝馬特別         | GII  | 芝2000m（良） | 13    | 8     | 12    | 26.3（7人）     | 13着 | 2:03.7 （39.8）   | -3.1 | 田原成貴 | 55        | メモリージャスパー     | 464         |

## 繁殖成績
|        | 生年   | 馬名               | 性 | 毛色   | 父                   | 馬主                | 管理調教師                                                             | 戦績     | 備考            | 供用 | 出典   |
| ------ | ------ | ------------------ | -- | ------ | -------------------- | ------------------- | ---------------------------------------------------------------------- | -------- | --------------- | ---- | ------ |
| 初仔   | 1996年 | オグリロマンス     | 牝 | 芦毛   | ノーザンテースト     | 小栗孝一            | 瀬戸口勉（栗東）                                                       | 9戦2勝   |                 | 繁殖 | [ 42 ] |
| 2番仔  | 1997年 | オグリデンセツ     | 牡 | 鹿毛   | ジェネラス           | Tスポート           | 大沢真（栗東）                                                         | 7戦1勝   |                 | 抹消 | [ 43 ] |
| 3番仔  | 1998年 | オグリピンキー     | 牝 | 鹿毛   | トニービン           | 小栗孝一            | 瀬戸口勉（栗東） →山中輝久（笠松）                                     | 7戦0勝   |                 | 繁殖 | [ 45 ] |
|        | 1999年 | 流産               |    |        | フォーティナイナー   |                     |                                                                        |          |                 |      | [ 35 ] |
| 4番仔  | 2000年 | オグリチーフ       | 牡 | 芦毛   | コマンダーインチーフ | 小栗孝一 →江島勝代  | 瀬戸口勉（栗東） →山中輝久（笠松）                                     | 155戦9勝 |                 | 抹消 | [ 47 ] |
|        | 2001年 | 流産               |    |        | コマンダーインチーフ |                     |                                                                        |          |                 |      | [ 35 ] |
| 5番仔  | 2002年 | チジョウノテンシ   | 牝 | 鹿毛   | デヒア               | Tスポート →稲葉牧場 | 梅田康雄（栗東） →山田和久（北海道） →山中輝久（笠松）                 | 19戦8勝  |                 | 繁殖 | [ 50 ] |
| 6番仔  | 2003年 | オグリホット       | 牡 | 芦毛   | タバスコキャット     | 小栗孝一            | 山中輝久（笠松）                                                       | 54戦11勝 | 2006年ウイナーC | 抹消 | [ 36 ] |
|        | 2004年 | 種付けせず         |    |        |                      |                     |                                                                        |          |                 |      | [ 35 ] |
| 7番仔  | 2005年 | ロマンシエール     | 牝 | 鹿毛   | アグネスデジタル     | サンデーR           | 伊藤圭三（美浦）                                                       | 17戦2勝  |                 | 繁殖 | [ 51 ] |
| 8番仔  | 2006年 | オグリモンスター   | 牡 | 黒鹿毛 | コマンダーインチーフ | 小栗孝一            | 山中輝久（笠松）                                                       | 26戦2勝  |                 | 抹消 | [ 52 ] |
|        | 2007年 | 流産               |    |        | ダンスインザダーク   |                     |                                                                        |          |                 |      | [ 35 ] |
| 9番仔  | 2008年 | シュンプウサイライ | 牝 | 鹿毛   | フレンチデピュティ   | ローレルR →稲葉牧場 | 矢作芳人（栗東） →山田和久（北海道）                                   | 23戦6勝  |                 | 繁殖 | [ 54 ] |
|        | 2009年 | 流産               |    |        | トワイニング         |                     |                                                                        |          |                 |      | [ 35 ] |
| 10番仔 | 2010年 | オグリテツ         | 牡 | 芦毛   | トワイニング         | 小栗孝一            | 米川昇（北海道） →山中輝久（笠松） →栗田裕光（大井） →山中輝久（笠松） | 21戦6勝  |                 | 抹消 | [ 58 ] |
|        | 2011年 | 不受胎             |    |        | ダンスインザダーク   |                     |                                                                        |          |                 |      | [ 35 ] |
|        | 2012年 | 不受胎             |    |        | ヴァーミリアン       |                     |                                                                        |          |                 |      | [ 35 ] |

## 血統表
| オグリローマンの血統                               | オグリローマンの血統                                        | オグリローマンの血統                     | （血統表の出典）                         | （血統表の出典） |
| 父系                                               | ネヴァーベンド系                                            | ネヴァーベンド系                         | ネヴァーベンド系                         | [ § 2 ]          |
| 父 *ブレイヴェストローマン Bravest Roman 1972 鹿毛 | 父の父Never Bend 1960 鹿毛                                  | Nasrullah                                | Nearco                                   | Nearco           |
| 父 *ブレイヴェストローマン Bravest Roman 1972 鹿毛 | 父の父Never Bend 1960 鹿毛                                  | Nasrullah                                | Mumtaz Begum                             |                  |
| 父 *ブレイヴェストローマン Bravest Roman 1972 鹿毛 | 父の父Never Bend 1960 鹿毛                                  | Lalun                                    | Djaddah                                  | Djaddah          |
| 父 *ブレイヴェストローマン Bravest Roman 1972 鹿毛 | 父の父Never Bend 1960 鹿毛                                  | Lalun                                    | Be Faithful                              |                  |
| 父 *ブレイヴェストローマン Bravest Roman 1972 鹿毛 | 父の母Roman Song 1955 鹿毛                                  | Roman                                    | Sir Gallahad III                         | Sir Gallahad III |
| 父 *ブレイヴェストローマン Bravest Roman 1972 鹿毛 | 父の母Roman Song 1955 鹿毛                                  | Roman                                    | Buckup                                   |                  |
| 父 *ブレイヴェストローマン Bravest Roman 1972 鹿毛 | 父の母Roman Song 1955 鹿毛                                  | Quiz Song                                | Sun Again                                | Sun Again        |
| 父 *ブレイヴェストローマン Bravest Roman 1972 鹿毛 | 父の母Roman Song 1955 鹿毛                                  | Quiz Song                                | Clever Song                              |                  |
| 母 ホワイトナルビー 1974 芦毛 北海道新冠町         | 母の父*シルバーシャーク Silver Shark 1963 芦毛 アイルランド | Bussion Ardent                           | Relic                                    | Relic            |
| 母 ホワイトナルビー 1974 芦毛 北海道新冠町         | 母の父*シルバーシャーク Silver Shark 1963 芦毛 アイルランド | Bussion Ardent                           | Rose o'Lynn                              |                  |
| 母 ホワイトナルビー 1974 芦毛 北海道新冠町         | 母の父*シルバーシャーク Silver Shark 1963 芦毛 アイルランド | Palsaka                                  | Palestine                                | Palestine        |
| 母 ホワイトナルビー 1974 芦毛 北海道新冠町         | 母の父*シルバーシャーク Silver Shark 1963 芦毛 アイルランド | Palsaka                                  | Masaka                                   |                  |
| 母 ホワイトナルビー 1974 芦毛 北海道新冠町         | 母の母ネヴァーナルビー 1969 黒鹿毛                          | *ネヴァービート                          | Never Say Die                            | Never Say Die    |
| 母 ホワイトナルビー 1974 芦毛 北海道新冠町         | 母の母ネヴァーナルビー 1969 黒鹿毛                          | *ネヴァービート                          | Bride Elect                              |                  |
| 母 ホワイトナルビー 1974 芦毛 北海道新冠町         | 母の母ネヴァーナルビー 1969 黒鹿毛                          | センジュウ                               | *ガーサント                              | *ガーサント      |
| 母 ホワイトナルビー 1974 芦毛 北海道新冠町         | 母の母ネヴァーナルビー 1969 黒鹿毛                          | センジュウ                               | スターナルビー                           |                  |
| 母系(F-No.)                                        | シュリリー系(FN:7-d)                                        | シュリリー系(FN:7-d)                     | シュリリー系(FN:7-d)                     | [ § 3 ]          |
| 5代内の近親交配                                    | Nasrullah3×5=15.63% 、 Nearco 4×5 =9.38%                    | Nasrullah3×5=15.63% 、 Nearco 4×5 =9.38% | Nasrullah3×5=15.63% 、 Nearco 4×5 =9.38% | [ § 4 ]          |
| 出典                                               | 1. 2. 3. 4.                                                 | 1. 2. 3. 4.                              | 1. 2. 3. 4.                              | 1. 2. 3. 4.      |